# Ernst Otto Leuenberger

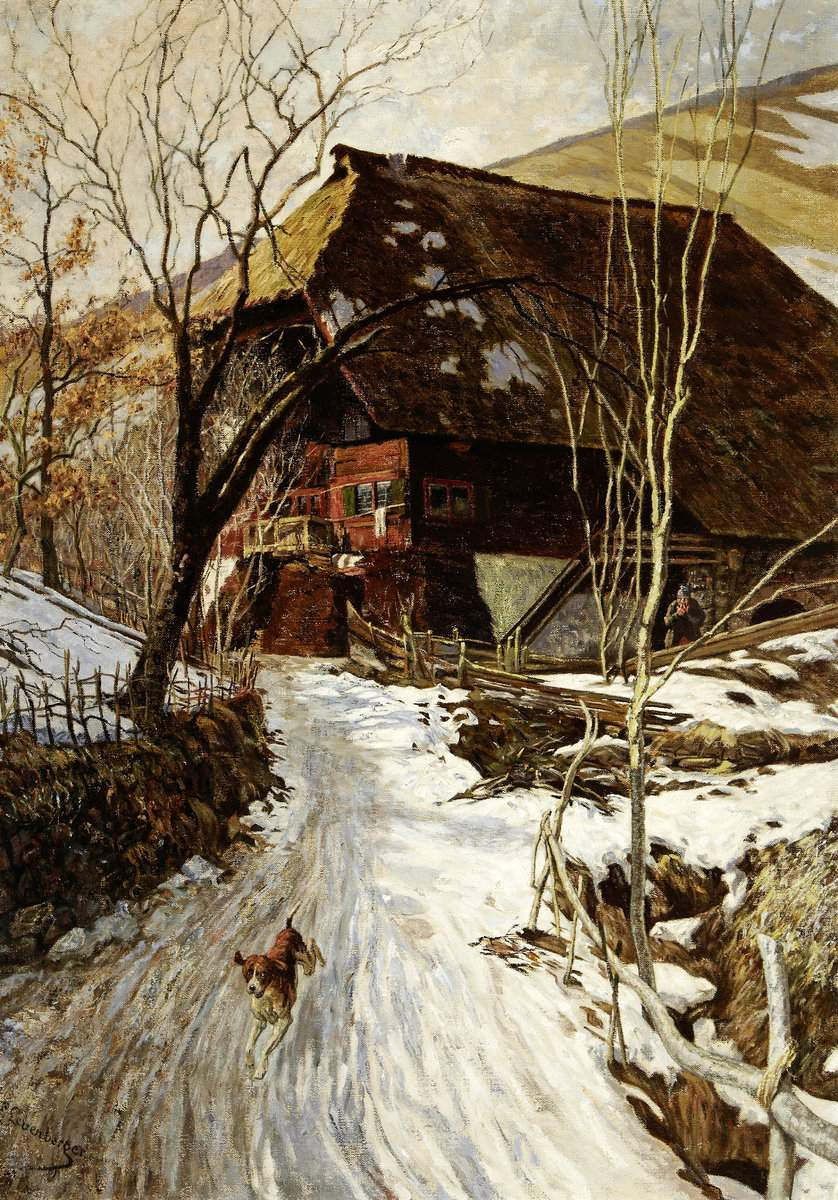
Vorfrühling

Ernst Otto Leuenberger (* 13. September 1856 in Bern; † 13. Mai 1937 in Lugano) war ein Schweizer Landschafts- und Genremaler.

## Leben
Ernst Otto Leuenberger studierte an der Königlichen Kunstschule in Stuttgart bei Karl Ludwig, seit dem 20. Oktober 1880 an der Königlichen Akademie der Künste in München bei Sándor Wagner und Johann Leonhard Raab und später an der Grossherzoglichen Kunstschule in Karlsruhe bei Ferdinand Keller und Karl Hoff. 
Danach unternahm er Studienreisen nach Paris. Leuenberger liess sich in Zürich nieder und wurde als Genre- und Landschaftsmaler tätig. Er war der Lehrer des Malers Johann Robert Schürch.

## Stil
In einem Auktionskatalog heisst es, Leuenberger habe „aus alemannischen, welschen und romanischen Komponenten eine künstlerische Synthese“ geschaffen, „die rein schweizerisches Kunstgut ist“. Genauer werden die Komponenten als „lateinische Helle und Heiterkeit“, „alemannischer Humor“, „schlafende Romantik“ und „besinnliche Nachdenklichkeit“ bezeichnet.